# DMX-Splitter
Der DMX-Splitter ist ein Gerät der Veranstaltungsbeleuchtung, das DMX-Signale eines Lichtpults in mehrere DMX-Wege verzweigt und zur Verteilung bzw. Signalverstärkung von DMX-Steuersignalen in Lichtanlagen dient.

## Beschreibung
Ein DMX-Splitter ist vor allem nützlich, um das Signal nicht von Gerät zu Gerät schleifen zu müssen. Hiermit lassen sich sternförmige statt sonst zwingend aufeinander folgende DMX-Ketten realisieren, die maximale theoretischen Verbindungslänge beträgt bis zu 1.200 m. Ohne Splitter muss das DMX-Signal von Gerät zu Gerät weitergeschleift werden. Die meisten Geräte verfügen über einen DMX-Eingang, wobei dieser 3-polig oder 5-polig ausgelegt sein kann, und zwei, vier oder acht DMX-Ausgänge. Viele Geräte können heute auch das DMX-Signal regenerieren (Booster-Funktion). Bei dem letzten Empfänger jeder DMX-Kette empfiehlt es sich, einen Abschlusswiderstand zu setzen. Üblich ist die Stromversorgung über einen Schuko-Stecker und ein integriertes Netzteil, das die Versorgungsspannung liefert.